# Candy Jones
Candy Jones (Wilkes-Barre, 31 dicembre 1925 – New York, 18 gennaio 1990) è stata una scrittrice e modella statunitense.

## Biografia
Nata nello Stato del Pennsylvania con il nome di Jessica Arline Wilcox, celebre ragazza pin-up, sposò nel 1946 Harry Conover, da cui divorziò nel 1959. Il 31 dicembre 1972 Jones sposò Long John Nebel. Come modella apparve nella copertina della celebre rivista Yank, come molte dive del passato, compresa Marilyn Monroe. Nel 1960 Jones ha affermato di essere vittima del programma di controllo mentale della CIA, progetto MKULTRA.

## Opere
- Make Your Name in Modeling and Television, Harper & Brothers, 1960
- Between Us Girls Harper & Row, 1966
- Just for Teens , Harper and Row, 1967
- Candy Jones' Complete Book of Beauty and Fashion, Harper and Row, 1976
- More Than Beauty: A Behind-the-Scenes Look at the Modeling World, Harper and Row, 1970